# ادموند هرزیگ
ادموند مارتین هرزیگ (به انگلیسی: Edmund Martin Herzig) (زاده فوریه ۱۹۵۸) استاد، مورخ شرق‌شناس و نویسنده اهل انگلستان است. استاد بنیاد سودآور در مطالعات فارسی و دانشکده مطالعات شرقی دانشگاه آکسفورد است و همچنین به عنوان مدرس مطالعات ایران در دانشگاه منچستر (۱۹۸۸–۲۰۰۶) خدمت کرده‌است. زمینه‌های اصلی تحقیقات وی تاریخ ایران، قفقاز، ارمنستان و ارمنستان با تأکید بر ارمنی‌های ایران است. او از همکاران مجموعه ایده ایران به کوشش بنیاد سودآور است.

## تحصیلات
هرزیگ لیسانس در زبان‌های روسی و فارسی را از دانشگاه کمبریج دریافت کرد، سپس دکترا در مطالعات شرق‌شناسی در دانشگاه آکسفورد دریافت کرد. پایان‌نامه فارغ‌التحصیلی وی تحت عنوان «بازرگانان ارمنی جلفای اصفهان: مطالعه‌ای در تجارت قبل از مدرن آسیا» بود.

## در مورد کوچ ارمنیان
بازرگانان ارمنی جلفا از این امتیاز برخوردار بودند که به دلیل مسیحی بودن نزدیک به ملل اروپایی شمرده می‌شدند و در عین حال آشنایی نزدیکی با ملل خاورمیانه داشتند. به همین دلیل می‌توانستند نقش واسطهٔ قابل اطمینانی را برای دو طرف ایفا کنند. گذشته از این، به دلیل حساسیت‌هایی که سنی‌های عثمانی نسبت به شیعه‌های ایرانی داشتند، امکان تجارت برای بارزگانان مسلمان ایرانی در عثمانی کمتر بود. در نتیجه ارامنهٔ مسیحی حجم بسیار بالای تجارت ابریشم را در اختیار خود گرفتند. در همین دوره موفقیت، بازرگانان ارمنی توجه ویژهٔ پادشاهان صفوی و به خصوص شاه عباس اول را جلب کردند.
در سال ۱۶۰۴ میلادی زمانی که شاه عباس اول در مقابل لشکریان پیروزمند عثمانی به سرعت در حال عقب‌نشینی بود برای محروم کردن قوای عثمانی از امکان تجدید قوا، اهالی جلفا و مناطق بزرگی از نخجوان شامل ارامنه، آشوری‌ها و مسلمانان را به زور به مناطق مرکزی ایران کوچاند. جالب توجه است که در برزخ کوچ اجباری و وضعیت اضطراری که پیش آمده بود، به فرمان شاه عباس سربازان قزلباش رفتار بهتری با ارامنهٔ جلفا داشتند. ارامنه و بازرگانان ارمنی این فرصت را یافتند که بخش قابل توجهی از ثروت خود را به همراه ببرند. بعد از رسیدن به تبریز هم محلهٔ خاصی را در اختیار آنها قرار دادند.
بعدها وقتی ارامنه به اصفهان رسیدند، آن شهر از ۵ سال پیش به فرمان شاه عباس در حال بازسازی بود و گسترش عظیمی می‌یافت. میدان نقش جهان و خیابان چهارباغ در حال ساخت بودند. شاه عباس ارامنهٔ جلفا را در جنوب زاینده‌رود در منطقه‌ای اسکان داد که توسط سی و سه پل به اصفهان مرتبط می‌شد. ارامنهٔ جلفای نخجوان این منطقهٔ نوساز را به یاد شهر قدیمی خود «جلفای نو» نامیدند.

## آثار
- بازرگانان ارمنستان جدید جلفا، اصفهان: مطالعه‌ای در تجارت قبل از مدرن آسیا (۱۹۹۱)،  (DPHIL)، دانشگاه آکسفورد.
- ایران و حوزه جنوبی اتحاد جماهیر شوروی سابق خانه چتام (۱۹۹۵)، ISBN 978-1-899658-04-6، ترجمه کاملیا احتشامی اکبری
- قفقاز نو: ارمنستان، آذربایجان و گرجستان (۱۹۹۸)، Pinter Publishers Ltd، ISBN 978-1-85567-553-7.)
- ارمنی‌ها: گذشته و حال در ساخت هویت ملی، Routledge ISBN 978-1-135-79837-6.
- اولیه ایران اسلامی (۲۰۱۱)، هرتزیگ، ادموند؛ استوارت، سارا، I. B. Tauris. ISBN 978-1-78076-061-2.
- ایران و جهان در عصر صفوی (۲۰۱۲)، کف، ویلم؛ هرتزیگ، ادموند،  I.B.Tauris. ISBN 978-1-78076-990-5.
- کوچ ناگزیر ارمنیان در سال‌های ۱۶۰۴ – ۱۶۰۵ میلادی و افسانهٔ اروپایی شاه عباس اول، ترجمه: شکوه‌السادات اعرابی هاشمی